# Měšek
Měšek je mužské křestní jméno slovanského původu. Pravděpodobně je to zkrácená forma jména Mečislav. Jméno bylo populárné v dynastii piastovské. Prvním autorem, který se ujal pokusu objasnění jména Měšek byl polský historik Jan Długosz.
Jinou teorii navrhl Andrzej Bańkowski, navrhl (na základě kroniky ruské a nejstarších latinských a arabských záznamů), že pod latinským Mesco se skrývá staropolské Mieżka „slepec“ (staré polské sloveso „mżeć“ znamenal „mít oči zavřené“) a spojil jej s pověstí, ve které údajně Měšek (či Mieżka) měl být nevidomý do sedmi roků. Svátek slaví 18. září (dle staročeského kalendáře).

## Známí nositelé
- Měšek I. († 992), polský kníže z rodu Piastovců
- Měšek I. Křivonohý
- Měšek Lubušský
- Měšek II. Lambert (990–1034), kníže i král polský
- Měšek III. Starý, jeden ze synův Boleslava Křivoústého
- Měšek Měškovic, jeden z třech synů Měška I. a Ody
- Měšek Mladší
- Měšek Boleslavovič (1069–1089), polský kralevic, syn Boleslava Štědrého
- Měšek II. Otylý
- Mieszko Sibilski, polský rapper